# Maison carrée
Maison carrée (v překladu „čtvercový dům“) je starověký římský chrám ve francouzském městě Nîmes. Je to jeden z nejlépe dochovaných římských chrámů na světě. Stal se vzorem řady jiných staveb, mj. kostela La Madeleine. Je klasickým příkladem vitruviánské architektury, protože je téměř přesnou replikou římského chrámu v toskánském stylu popsaného ve spisech architekta Vitruvia. Chrám je vyvýšený na 2,85 metrů vysokém pódiu a má rozměry 26,42 × 13,54 metru. Velké dveře (6,87 m vysoké a 3,27 m široké) vedou do překvapivě malého interiéru bez oken, kde byla původně svatyně. Nyní se prostor používá k promítání filmu o římské historii Nîmes. Uvnitř cely nezůstala žádná starobylá výzdoba.
Chrám byl snad postaven okolo roku 12 př. n. l. Asi v letech 4–7 našeho letopočtu byl zasvěcen Gaiovi a Luciusovi Caesarovi, adoptivním dědicům Augusta, kteří oba zemřeli mladí. Nápis zasvěcující chrám Gaiovi a Luciovi byl ve středověku odstraněn. Místní učenec Jean-François Séguier však dokázal v roce 1758 nápis rekonstruovat. Podle Séguierovy rekonstrukce text věnování zněl (v překladu): „Gaiovi Caesarovi, synu Augusta, konzulovi; Luciusu Caesarovi, synovi Augusta, jmenovanému konzulovi; knížatům mládí.“ Během 19. století začal být chrám obnovován díky úsilí Victora Grangenta. Až do konce 19. století tvořil součást většího komplexu přilehlých budov. Ty byly postupně strženy, takže okolo roku 1907 se chrám stal znovu solitérní stavbou, tak jako v římských časech. Britský architekt Norman Foster byl pověřen vybudováním galerie moderního umění a veřejné knihovny, známé jako Carré d'Art, na opačné straně náměstí, aby nahradila městské divadlo v Nîmes, které vyhořelo v roce 1952. Budova byla dostavěna roku 1993. Poskytuje překvapivý kontrast k Maison carrée, ale mnohé z jeho prvků, jako je portikus a sloupy, kopíruje, byť z oceli a skla. Kontrast je tak utlumen fyzickou podobností obou budov.

## Fotogalerie

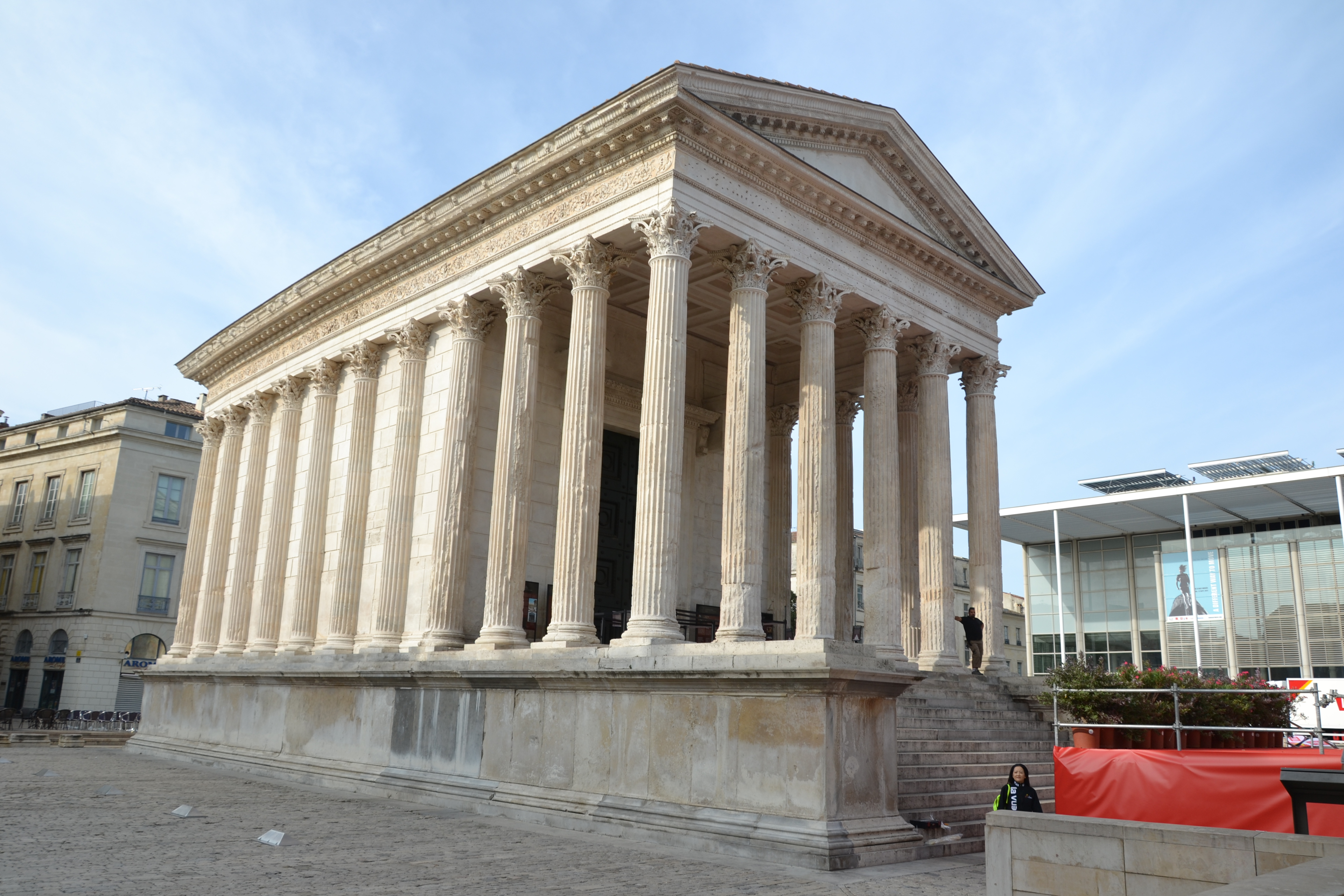
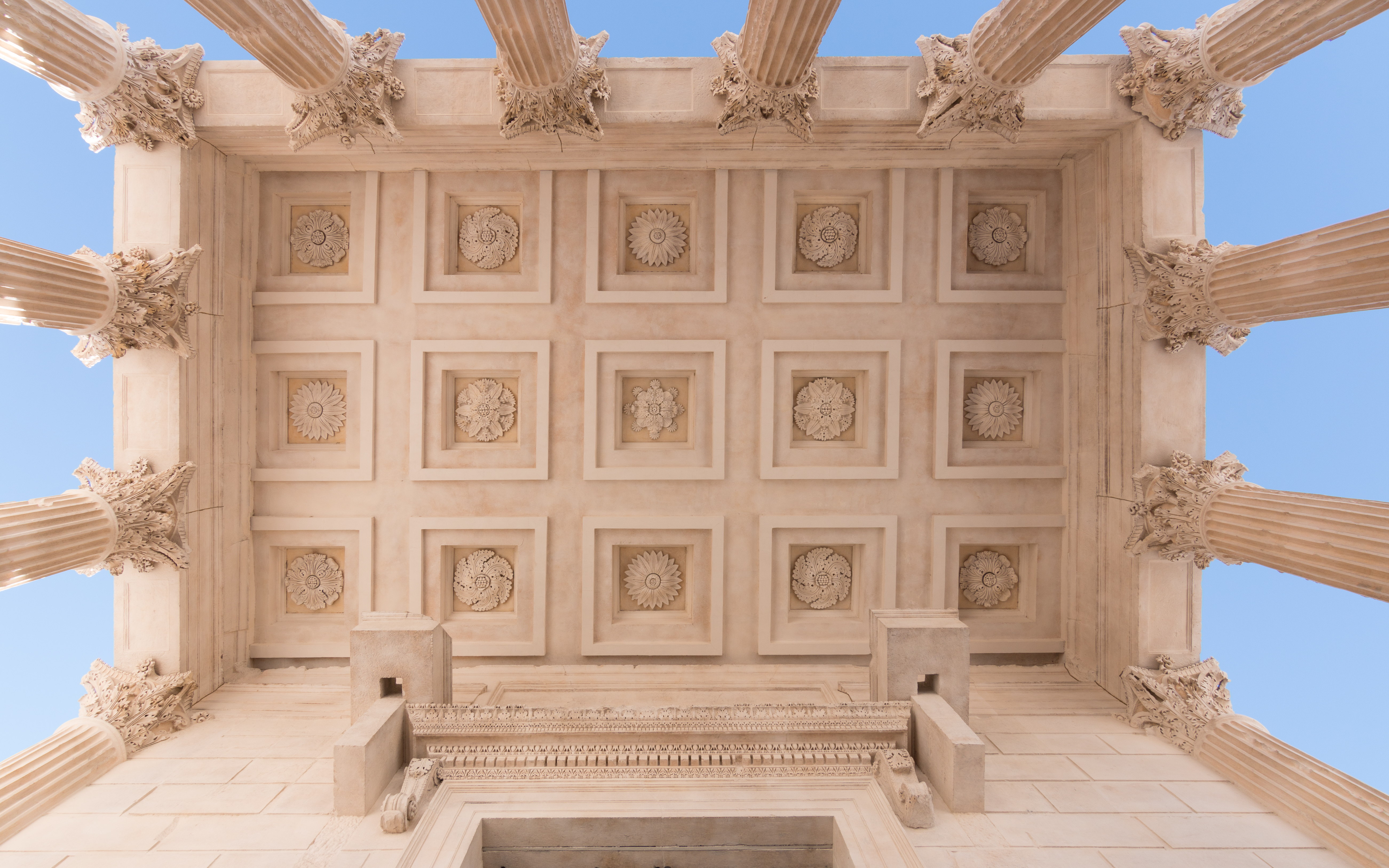
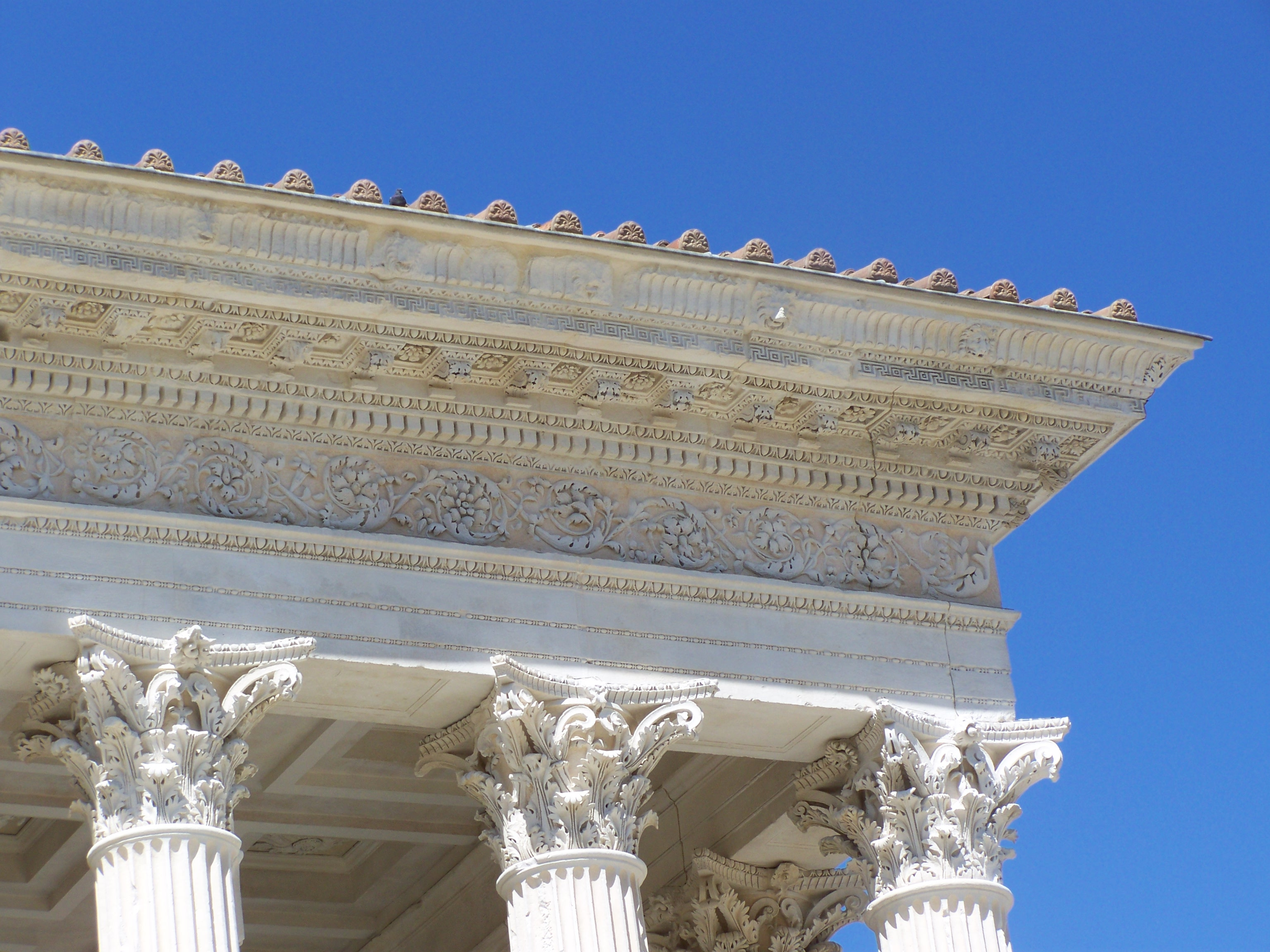